# Minipivovar Slezan
Pivovar Slezan je minipivovar založený roku 2006, který vyrábí pivo v areálu bývalých kasáren u obce Leskovec. Majitelem pivovaru je společnost IRB Trade s.r.o.

## Historie
Pivovar Slezan začal vařit pivo v listopadu 2006. Spuštění pivovaru předcházela náročna rekonstrukce objektu kasáren, která trvala bezmála rok. Název vyjadřuje patriotický vztah k regionu Slezska. Pivo se dnes vaří v místech, kde bývala posádková kuchyně a součástí objektu je i malá hospůdka. Pivovar je na poměrně odlehlém místě, stranou od civilizace. Lokalita byla zvolena z toho důvodu, že areálu zůstal po vojácích vrt s velice kvalitní podzemní vodou.
Slezan se specializuje na výrobu ječmenného nepasterizovaného a nefiltrovaného spodně kvašeného piva českého typu. Cílem Slezanu je nabídnout zákazníkovi pivo, které se odlišuje svou originalitou. Běžně jsou na čepu tři druhy piva, ale poměrně často se vaří i speciály. Pivo je v prodeji pouze v hospůdce v samotném pivovaru, v opavské hospodě Na Rožku a v pivovarských sklepích v Hradci nad Moravicí. Pivovar také pravidelně otevírá svůj stánek na různých společenských akcích.

## Druhy piva

### Previdelně vařená piva
- Slezan 11°
- Slezan 12°
- Slezan 13°

### Speciální druhy
- 13° - první pivo uvařené v pivovaru
- Březňák 16°
- Tmavá 11° - speciál pro ženy
- Štramberské slavnosti 2007:
  - Polotmavá 14°
  - malinové pivo
- Májová 18°
- ochucená piva: višňové, Mandlová 13°, Medová 18°, švestkové, Zázvorová 13°
- Svatováclavská 18° - zraje alespoň 150 dnů
- Tmavá 14°
- Vídeňský speciál
- Keltské pivo